# Rumczerod
Rumczerod (akronim od nazwy ros. Центральный исполнительный комитет Советов Румынского фронта, Черноморского флота и Одессы „Centralny Komitet Wykonawczy Rad Frontu Rumuńskiego, Floty Czarnomorskiej i Odessy”) – rewolucyjny organ władzy, powołany po rewolucji lutowej i obaleniu caratu na I Zjeździe Rad Delegatów w Odessie w dniach od 23 maja do 9 czerwca 1917. Początkowo większość w Komitecie posiadali mienszewicy i eserowcy.
Rumczerod popierał Rząd Tymczasowy i współpracował z radą guberni. W listopadzie i grudniu 1917 stawił opór bolszewickiemu przewrotowi. W dniach od 23 grudnia 1917 do 5 stycznia 1918 odbył się II Zjazd Rad Delegatów, na którym bolszewicy uzyskali przewagę (w Komitecie Wykonawczym na 180 osób było 70 bolszewików, 55 lewicowych eserów, 23 przedstawicieli organizacji chłopskich i 32 delegatów innych partii), i uchwalili poparcie dla władzy radzieckiej. Przewodniczącym obrano Władimira Judowskiego. Po zakończeniu zjazdu Rumczerod wystąpił przeciw rządowi ukraińskiemu – Centralnej Radzie i przy pomocy zbolszewizowanych oddziałów frontowych przejął władzę w Odessie.
W styczniu 1918 r. Rumczerod skierował również swój Oddział Frontowy do Kiszyniowa, próbując rozszerzyć rewolucję bolszewicką na Besarabię. Mołdawska Rada Kraju wystąpiła wówczas o interwencję rumuńską. Żołnierze rumuńscy wyparli bolszewików z Kiszyniowa po trzydniowych walkach ulicznych (13–16 stycznia), a do końca lutego przejęli kontrolę nad całą Besarabią.
Wojska rumuńskie i austro-węgierskie zajęły następnie również Odessę. Rumczerod został zmuszony do ewakuacji na tereny kontrolowane przez bolszewików, a w maju 1918 został rozwiązany.
Organem Rumczerodu była gazeta „Gołos rewolucii”, wydawana od lipca 1917 do marca 1918.